# Antagonist (farmakologi)
Antagonist syftar inom farmakologin på ett läkemedel, eller annan substans, som verkar genom att binda till en receptor och därmed motverkar den fysiologiska (det vill säga i kroppen naturliga) agonistens verkan. Antagonisten kan exempelvis verka genom att binda till receptorn och blockera receptorn från att binda till sin fysiologiska ligand.
När receptorn är blockerad kan den inte utöva sin funktion. En antagonist som endast binder till en enda subtyp av receptor kallas för en selektiv receptorantagonist. Exempel är läkemedel som används vid behandling av bröstcancer, så kallade selektiva östrogenreceptorantagonister som hämmar celldelning genom att binda till betaöstrogenreceptorer.

## Olika typer av ligandbindningar
- Kompetitiv inbindning — den fysiologiska liganden och antagonisten tävlar om att binda till receptorn. Hur stor verkan antagonisten har beror då på koncentrationsskillnaderna mellan antagonist och fysiologisk agonist, samt den mellan antagonist och fysiologisk agonist relativa bindningsstyrkan till receptorn.
- Irreversibel antagonist — kovalent inbindning till receptorn, vilket hindrar den fysiologiska agonisten från att binda till receptorn.
- Reversibel icke-kompetitiv antagonist — den fysiologiska agonistens verkan motverkas genom att binda reversibelt till ett ställe på receptorn som är skilt från den fysiologiska agonistens bindningsställe. Vid en sådan inbindning tävlar inte den fysiologiska agonisten och antagonisten om inbindningen till receptorn.